# جولييان لوبيز إسكوبار
جولييان لوبيز إسكوبار (بالإسبانية: El Juli)‏ هو مصارع ثيران إسباني، ولد في 3 أكتوبر 1982 في مدريد في إسبانيا.

## وصلات خارجية
- الموقع الرسمي
- جولييان لوبيز إسكوبار على موقع الموسوعة البريطانية (الإنجليزية)